# Santa María Nativitas, Ocuilan
Santa María Nativitas är en ort i kommunen Ocuilan i delstaten Mexiko i Mexiko. Samhället hade 552 invånare vid folkräkningen år 2020.